# Mouillacitherium
Il mouillaciterio (gen. Mouillacitherium) è un mammifero artiodattilo estinto, appartenente ai dicobunidi. Visse tra l'Eocene medio e l'Eocene superiore (circa 40 - 34 milioni di anni fa) e i suoi resti fossili sono stati ritrovati in Europa.

## Descrizione
Questo animale doveva essere vagamente simile a un odierno tragulo, sia come forma che come dimensioni, ma probabilmente era dotato di una lunga coda. Mouillacitherium doveva essere affine al ben noto Dichobune per quanto riguarda la dentatura, ma alcune caratteristiche dei molari superiori erano ben distinte. Il trigono era ben sviluppato e non vi era traccia del protocono. Inoltre, il terzo molare superiore non aveva il caratteristico contorno triangolare tipico di Dichobune. Nella mandibola, i molari erano particolarmente stretti. Mouillacitherium era inoltre caratterizzato da una bolla timpanica sferica, relativamente piccola ma ben ossificata, al contrario di Dichobune; era anche presente un grande meato uditivo esterno, dietro al quale la fessura mastoidea circondava il foro del timpano-iale. 

## Classificazione
Il genere Mouillacitherium venne descritto per la prima volta da Filhol nel 1882, sulla base di resti fossili ritrovati nella zona di Mouillac in Francia, in terreni risalenti all'Eocene superiore; la specie tipo è Mouillacitherium elegans, i cui resti fossili sono piuttosto comuni in vari giacimenti dell'Eocene superiore di Francia e Svizzera. Al genere Mouillacitherium sono state attribuite anche le specie M. cartieri (Eocene medio di Francia e Svizzera) e M. schlosseri, rinvenuta esclusivamente a Sainte Néboule (Eocene superiore della Francia).
Mouillacitherium è un rappresentante dei dicobunidi, un gruppo di mammiferi artiodattili arcaici, tipici dell'Eocene e dell'Oligocene. In particolare, sembra che Mouillacitherium facesse parte di una radiazione evolutiva specializzata, i cui membri (come Hyperdichobune) erano caratterizzati da una dentatura dalle caratteristiche più derivate rispetto a quelle degli altri dicobunidi.